# Ted (procesor tekstu)
Ted – prosty procesor tekstu sformatowanego dla Linuksa, który zapisuje dokumenty w formacie RTF. Jedną z mniej znanych funkcji edytora Ted jest możliwość zapisu dokumentów w formacie HTML, przy czym kod wynikowy jest zaskakująco przejrzysty. Twórcą programu jest Mark de Does.